# イタリアの政党
イタリアの政党（イタリアのせいとう/イタリア語: Partiti politici italiani）は、リソルジメント以降のイタリアの活動している政党または政党連合、およびかつて存在した政党である。

## 歴史
イタリアの政党体制は第二次世界大戦後、中道勢力のキリスト教民主党(DC)と左派のイタリア共産党(PCI)を主軸に大小様々な政党が乱立し、安定性を欠いていた。しかし冷戦終結後、大規模な構造的汚職事件の摘発で戦後一貫して政権与党の座にあったDCが壊滅的打撃をこうむり、西側最大の共産党といわれたPCIもソ連･東欧諸国の社会主義体制崩壊で共産主義を放棄して社会民主主義を掲げる左翼民主党(PDS)に衣替えするなど政党体制の再編が始まった。1994年の総選挙から選挙制度がそれまでの比例代表を主体とする制度から小選挙区を主体とする制度（並立制）に改められ、選挙の結果、イタリア有数の実業家であったベルルスコーニが選挙直前に結成した「フォルツァ･イタリア」を主体とする右派連合が勝利を収めた。その後、旧DC左派のロマーノ・プロディを中心とする中道勢力とPDSを主軸とする政党連合「オリーブの木」が1996年4月の総選挙で僅差で勝利を収め、戦後初めて旧共産党を主体とする勢力が与党の座についた。

## 現存政党

### イタリア議会または欧州議会に議席をもつ政党
| 政党                         | 設立年 | イデオロギー                     | 下院      | 上院     | 欧州議会 |
| ---------------------------- | ------ | -------------------------------- | --------- | -------- | -------- |
| イタリアの同胞(FdI)          | 2012   | 国家保守主義、右派ポピュリズム   | 118 / 400 | 66 / 200 | 24 / 76  |
| 民主党(PD)                   | 2007   | 社会民主主義                     | 69 / 400  | 37 / 200 | 21 / 76  |
| 同盟(Lega)                   | 2017   | 右派ポピュリズム、保守主義       | 66 / 400  | 29 / 200 | 8 / 76   |
| 五つ星運動(M5S)              | 2009   | ポピュリズム                     | 51 / 400  | 27 / 200 | 8 / 76   |
| フォルツァ・イタリア         | 2013   | 自由保守主義、キリスト教民主主義 | 45 / 400  | 19 / 200 | 8 / 76   |
| アツィオーネ(Az)             | 2019   | 自由主義                         | 12 / 400  | 4 / 200  | 0 / 76   |
| イタリア・ヴィヴァ(IV)       | 2019   | 自由主義                         | 9 / 400   | 7 / 200  | 0 / 76   |
| 緑のヨーロッパ(EV)           | 2021   | 緑の政治                         | 6 / 400   | 1 / 200  | 4 / 76   |
| 私たちは穏健派(NM)           | 2022   | 自由保守主義、キリスト教民主主義 | 5 / 400   | 0 / 200  | 0 / 76   |
| イタリア左翼(SI)             | 2017   | 民主社会主義、エコ社会主義       | 4 / 400   | 3 / 200  | 2 / 76   |
| 南チロル人民党(SVP)          | 1945   | 地域主義                         | 3 / 400   | 2 / 200  | 1 / 76   |
| ピウ・エウロパ(+Eu)          | 2017   | 自由主義、親欧州主義             | 3 / 400   | 0 / 200  | 0 / 76   |
| 中道連合(UdC)                | 2002   | キリスト教民主主義、社会保守主義 | 1 / 400   | 1 / 200  | 0 / 76   |
| 在外イタリア人協力運動(MAIE) | 2008   | 在外イタリア人の利益             | 1 / 400   | 1 / 200  | 0 / 76   |
| コラッジョ・イタリア(CI)     | 2002   | キリスト教民主主義、社会保守主義 | 1 / 400   | 1 / 200  | 0 / 76   |
| 南は北に呼びかける(ScN)      | 2022   | 地域主義、ポピュリズム           | 1 / 400   | 0 / 200  | 0 / 76   |
| 動物愛護運動(MA)             | 2017   | 動物の権利                       | 1 / 400   | 0 / 200  | 0 / 76   |
| 進歩党(PP)                   | 2017   | 進歩主義                         | 1 / 400   | 0 / 200  | 0 / 76   |
| ヴァルドスタ連合(UV)         | 1945   | 地域主義                         | 1 / 400   | 0 / 200  | 0 / 76   |
| カンポバーゼ(C)              | 2022   | 地域主義                         | 0 / 400   | 1 / 200  | 0 / 76   |

### 議会に議席をもたない主な政党
- イタリア共和党(PRI)／1895-
- サルデーニャ行動党(PSdAz)／1921-
- 年金受給者党(PP)／1987-
- 共産主義再建党(PRC)／1991-
- 社会運動・三色の炎(MSFT)／1995-
- 新イタリア社会党(NPSI)／2001-

## かつて存在した主な政党
- フォルツァ・イタリア(FI)／1994－2009
- 国民同盟(AN)／1995－2009
- マルゲリータ(DL)／2001 - 2007
- 左翼民主党(PDS)・左翼民主主義者(DS)／1993 - 2007
- イタリア民主社会党(PSDI)／1952-1998
- イタリア社会運動(MSI)／1946-1995
- キリスト教民主党(DC)／1942 - 1994
- イタリア自由党(PLI)／1922-1994
- ファシスト党(PNF)／1921 - 1943
- イタリア共産党(PCI)／1921 - 1991
- イタリア労働者党(PLI)・イタリア社会党(PSI)／1892 - 1994
- 行動党（PdA）／1942 - 1947